# باركونس
باركونيس هي بلدية تقع في مقاطعة سوريا، في منطقة قشتالة وليون، في إسبانيا. يبلغ عدد سكانها 42 نسمة وذلك حسب إحصاء السكان سنة 2004. تبلغ مساحتها 55 كم².